# Římskokatolická farnost Štramberk
Římskokatolická farnost Štramberk je územní společenství římskokatolické církve v moravském městě Štramberk kolem zdejšího farního kostela svatého Jana Nepomuckého patřící do děkanátu Nový Jičín ostravsko-opavské diecéze. Vedle tohoto kostela patří do farnosti ještě štramberský kostel svaté Kateřiny, kostel svatého Cyrila a Metoděje v Závišicích a kostel Nalezení svatého Kříže v Rybím. Ve farním kostele navíc vyučuje místní školáky náboženství.